# 圣若里德沙莱
圣若里德沙莱（法語：Saint-Jory-de-Chalais，法語發音：[sɛ̃ ʒɔʁi də ʃalɛ]，意为“沙莱的圣若里”）是法国多尔多涅省的一个市镇，位于该省北部，属于农特龙区。

## 地理
圣若里德沙莱（45°29'54"N, 0°53'56"E）面积31.73 平方千米，位于法国新阿基坦大区多爾多涅省，该省份为法国西南部内陆省份，是法國本土面积第三大的省，大致对应佩里戈尔地区，北起顺时针与夏朗德省、上维埃纳省、科雷兹省、洛特省、洛特-加龙省、吉倫特省和滨海夏朗德省接壤。
与圣若里德沙莱接壤的市镇（或旧市镇、城区）包括：米亚莱、沙莱、圣保罗拉罗什、蒂维耶、圣罗曼和圣克莱芒、圣马丹德弗雷桑雅、圣索-拉库西耶尔。
圣若里德沙莱的时区为UTC+01:00、UTC+02:00（夏令时）。

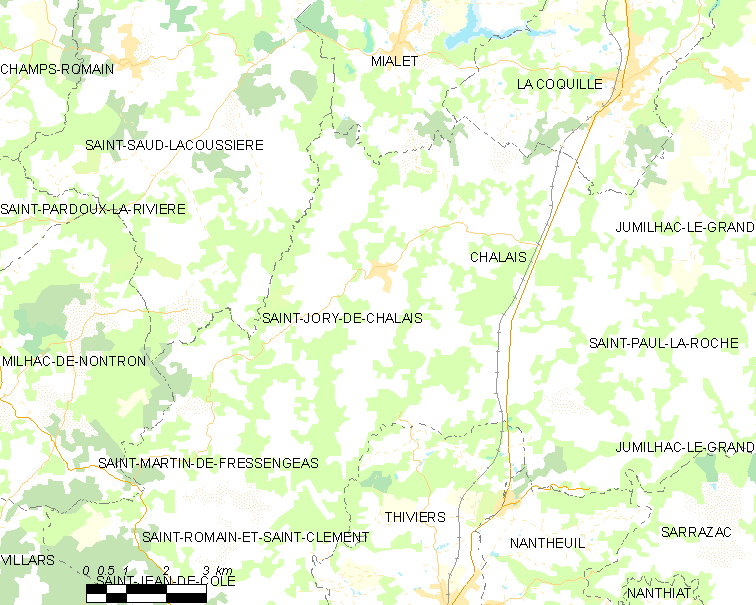
圣若里德沙莱的OSM定位图

## 行政
圣若里德沙莱的邮政编码为24800，INSEE市镇编码为24428。

## 政治
圣若里德沙莱所属的省级选区为蒂维耶县。

## 交通
多尔多涅省省道D77和D98线在境内交汇。

## 人口

1962-2008年间圣若里德沙莱人口变化图示

圣若里德沙莱于2022年1月1日时的人口数量为543人。